# Гренево
Гренево — деревня в Череповецком районе Вологодской области.
Входит в состав Климовского сельского поселения, с точки зрения административно-территориального деления — в Климовский сельсовет.
Расстояние по автодороге до районного центра Череповца — 38 км, до центра муниципального образования Климовского — 8 км. Ближайшие населённые пункты — Малое Яганово, Частобово, Перхино.
По переписи 2002 года население — 6 человек.